# علي أتالان
علي أتالان (وُلِد في 5 كانون الثاني 1968 في مديات) هو سياسي كردي ألماني من الديانة اليزيدية. كان عضوًا سابقًا في برلمان ولاية شمال الراين وستفاليا عن حزب اليسار في ألمانيا، والبرلمان التركي عن حزب الشعوب الديمقراطي.

## الحياة المبكرة والتعليم
نشأ علي أتالان في عائلة كردية يزيدية وجاء إلى ألمانيا في عام 1985. بعد إكماله شهادة الثانوية العامة في عام 1997 ، درس العلوم السياسية وعلم الاجتماع في جامعة الرور في بوخوم، حيث تخرج في عام 2004 بدرجة دبلوم في العلوم الاجتماعية.

## المسيرة السياسية
في دولمن، كان أتالان عضوًا في اللجنة الاجتماعية لمجلس المدينة من عام 1990 حتى عام 1994.
كان علي أتالان عضوًا في حزب الخضر من عام 1998 حتى عام 2001، وأصبح عضوًا في حزب اليسار في ألمانيا في عام 2001. في عام 2004 أصبح عضوًا في مجلس المدينة في مونستر. في انتخابات الولاية لعام 2010، جاء في المركز الثامن على قائمة ولاية حزب اليسار في شمال الراين وستفاليا. بين عامي 2010 و2012، تولى مقعدًا في المجلس التشريعي الخامس عشر لولاية شمال الراين وستفاليا.
خلال فترة الانتخابات عام 2010، أشار معارضو علي أتالان إلى ارتباطه بتيار "اليسار المناهض للرأسمالية"، الذي تم التحقيق معه للاشتباه في عدائه للدستور الألماني، لكنه يدعم أهدافه السياسية. وقد ذكر أتالان بعد ذلك أن كون المرء مناهضًا للرأسمالية لا يعني بالضرورة أنه ضد الدستور، وأن الدستور الألماني ليس رأسماليًا بطبيعته. خلال هذه الفترة أيضًا، تم التشكيك في صلته بحزب العمال الكردستاني، الذي كان في صراع عسكري مفتوح مع الحكومة التركية منذ عام 1984. وأوضح أتالان أنه ليس عضواً في حزب العمال الكردستاني، لكنه أكد أن الحظر الذي فرضته الحكومة الألمانية على حزب العمال الكردستاني كان غير منتج، وأن تركيا استغلت موقف ألمانيا لتبرير العنف ضد الأكراد في تركيا.
في 7 نيسان 2015، ترشح علي أتالان من قبل حزب الشعب الديمقراطي ضمن قائمته الانتخابية للانتخابات البرلمانية القادمة للجمعية الوطنية الكبرى. إلى جانب زميله في الحزب فيليكناس أوجا، أصبح أول عضو يزيدي في الجمعية على الإطلاق. وفي الانتخابات العامة التي أُجريت في تشرين الثاني 2015، ترشح مجددًا، لكنه لم يُنتخب.
في 13 تشرين الثاني 2015، وبعد تجدد الصراع الكردي التركي، فرضت السلطات التركية حظر تجوال على مدينة نصيبين. بدأ أتالان وجولسر يلدريم، عضو الجمعية الوطنية الكبرى، إضرابًا عن الطعام احتجاجًا على حظر التجوال. في 17 آذار 2021، رفع المدعي العام لدى محكمة النقض في تركيا بكير شاهين دعوى قضائية أمام المحكمة الدستورية ، مطالبًا بمنع أتالان و686 سياسيًا آخرين من حزب الشعوب الديمقراطي من المشاركة السياسية لمدة خمس سنوات. تم رفع الدعوى القضائية بشكل مشترك مع طلب لإغلاق حزب الشعوب الديمقراطي بسبب الروابط التنظيمية المزعومة للحزب مع حزب العمال الكردستاني.

## الروابط الخارجية
- الصفحة الرئيسية المؤرشفة لعلي أتالان
- 13 سؤالاً أجاب عليها علي أتالان
- ملف WDR عن علي أتالان
- الملف الشخصي لممثل علي أتالان